# Liste der brasilianischen Vorschläge für die Oscar-Nominierung in der Kategorie bester internationaler Film
Die Liste der brasilianischen Vorschläge für die Oscar-Nominierung in der Kategorie bester internationaler Film (bis 2019 bester fremdsprachiger Film) führt alle bei der Academy of Motion Picture Arts and Sciences (AMPAS) für die Kategorie des besten internationalen Film eingereichten Werke des Brasilianischen Films.
Brasilien reicht seit 1960 einen eigenen Vorschlag für die seit 1948 jährlich vergebenen Oscarverleihungen ein. Seit 2007 trifft ein Komitee aus Mitgliedern der Academy aus allen Vorschlägen in einem zweistufigen Auswahlverfahren eine Vorauswahl und wählt neun Filme aus, die sie über eine Shortlist veröffentlicht, aus der schließlich die fünf Nominierungen ausgewählt werden.
Die Auswahl der brasilianischen Vorschläge trifft ein vom brasilianischen Kulturministerium einberufenes Komitee.
Bislang wurden 50 brasilianische Filme eingereicht, von denen bisher vier auf die Nominierungsliste gelangten, jedoch noch keiner gewann (Stand 2020).

## Besonderheiten
1960: Der Oscar ging für Frankreich an Orfeu Negro, ein portugiesischsprachiges Drama, welches in Brasilien von einem französischen Regisseur gedreht wurde. Der Film wurde überwiegend mit afrobrasilianischen Laiendarstellern gedreht. Nach späteren Auslegungen der Richtlinien hätte Frankreich diesen Film nicht vorschlagen dürfen.
1981: Der Vorschlag Asphalt-Haie wurde nachträglich von der AMPAS disqualifiziert, weil er vor dem erlaubten Stichtag bereits testweise vor Publikum aufgeführt worden war.
1986: Das US-amerikanisch-brasilianische Filmdrama Kuß der Spinnenfrau (alternativ: Der Kuss der Spinnenfrau; Originaltitel: Kiss of the Spider Woman, O Beijo da Mulher Aranha) vom brasilianischen Regisseur Héctor Babenco wurde für vier Oscars nominiert. Der Film wurde in São Paulo mit einer überwiegend brasilianischen Crew gedreht.

William Hurt gewann in der Kategorie Bester Hauptdarsteller. Nominiert war er in den Kategorien Bester Film (David Weisman als Produzent), Bester Regisseur (Héctor Babenco) und Bestes adaptiertes Drehbuch (Leonard Schrader).
1999: Central Station galt bei der Oscarverleihung als Favorit auf die Trophäe für den besten fremdsprachigen Film des Jahres. Das Drama war im Vorfeld mit dem Golden Globe Award und British Academy Film Award in derselben Kategorie ausgezeichnet worden. Bei der Verleihung der Academy Awards am 21. März 1999 im Dorothy Chandler Pavilion in Los Angeles unterlag Walter Salles Film den italienischen Vorschlag Das Leben ist schön von Roberto Benigni. Fernanda Montenegro war als erste brasilianische Schauspielerin für den Oscar in der Kategorie Beste Hauptdarstellerin nominiert.
2004: Der im Vorjahr nicht berücksichtigte Vorschlag City of God wurde in vier Kategorien nominiert. Fernando Meirelles als Bester Regisseur, Paulo Lins und Bráulio Mantovani für Bestes adaptiertes Drehbuch, der Kameramann César Charlone für Beste Kamera sowie Daniel Rezende für Bester Schnitt.
2007: Der Film Das Jahr, als meine Eltern im Urlaub waren von Regisseur Cao Hamburger wurde als offizieller brasilianischer Beitrag für die Nominierung in der Kategorie als brasilianischer Beitrag nominiert, obwohl zuvor José Padilhas Publikumserfolg Tropa de Elite ausgewählt worden war. Eine Jury bestehend aus Filmkritikern, Filmemachern und Journalisten hatte das Krimidrama, das über kontroverse Themen wie Drogenkriminalität und die Polizeiarbeit in Rio de Janeiro berichtet, nachträglich aus dem Rennen genommen, da man Hamburgers Film bessere Erfolgsaussichten zuspricht. Diese lägen unter anderem darin begründet, dass die meisten Mitglieder der Academy of Motion Picture Arts and Sciences, die über die Auslandsfilme urteilt, über 60 Jahre alt seien und „Gewalt nicht sehr mögen würden“, so ein Jurymitglied. Der Film hätte sich zudem zu sehr am Muster der durchschnittlichen US-amerikanischen Fernsehserien orientiert.

## Brasilianische Vorschläge
| Jahr der Verleihung | Film                                                       | Originaltitel                                           | Regisseur                              | Produktionsland                                        | Ergebnis         |
| ------------------- | ---------------------------------------------------------- | ------------------------------------------------------- | -------------------------------------- | ------------------------------------------------------ | ---------------- |
| 1961                | Das Ende der Cangaceiros                                   | A Morte Comanda o Cangaço                               | Carlos Coimbra, Walter Guimarães Motta | Brasilien                                              | Nicht nominiert  |
| 1963                | Fünfzig Stufen zur Gerechtigkeit                           | O Pagador de Promessas                                  | Anselmo Duarte                         | Brasilien                                              | Nominiert        |
| 1965                | Gott und der Teufel im Lande der Sonne                     | Deus e o Diabo na Terra do Sol                          | Glauber Rocha                          | Brasilien                                              | Nicht nominiert  |
| 1966                | São Paulo, Sociedade Anônima                               | São Paulo, Sociedade Anônima                            | Luis Sérgio Person                     | Brasilien                                              | Nicht nominiert  |
| 1968                | O Caso dos Irmãos Naves                                    | O Caso dos Irmãos Naves                                 | Luis Sérgio Person                     | Brasilien                                              | Nicht nominiert  |
| 1969                | As Amorosas                                                | As Amorosas                                             | Walter Hugo Khouri                     | Brasilien                                              | Nicht nominiert  |
| 1970                | Antonio das Mortes                                         | O Dragão da Maldade contra o Santo Guerreiro            | Glauber Rocha                          | Brasilien, Frankreich, Deutschland, Vereinigte Staaten | Nicht nominiert  |
| 1971                | Todsünde                                                   | Pecado Mortal                                           | Miguel Faria Jr.                       | Brasilien                                              | Nicht nominiert  |
| 1972                | Pra Quem Fica, Tchau                                       | Pra Quem Fica, Tchau                                    | Reginaldo Faria                        | Brasilien                                              | Nicht nominiert  |
| 1973                | Wie gut schmeckt doch mein kleiner Franzose                | Como Era Gostoso o Meu Francês                          | Nelson Pereira dos Santos              | Brasilien                                              | Nicht nominiert  |
| 1974                | Joao und das Messer                                        | João en het mes / A Faca e o Rio                        | George Sluizer                         | Brasilien, Niederlande                                 | Nicht nominiert  |
| 1975                | A Noite do Espantalho                                      | A Noite do Espantalho                                   | Sérgio Ricardo                         | Brasilien                                              | Nicht nominiert  |
| 1976                | Das Amulett                                                | O Amuleto de Ogum                                       | Nelson Pereira dos Santos              | Brasilien                                              | Nicht nominiert  |
| 1977                | Die Mätresse                                               | Xica da Silva                                           | Cacá Diegues                           | Brasilien                                              | Nicht nominiert  |
| 1978                | Basar der Wunder                                           | Tenda dos Milagres                                      | Nelson Pereira dos Santos              | Brasilien                                              | Nicht nominiert  |
| 1979                | A Lira do Delírio                                          | A Lira do Delírio                                       | Walter Lima Júnior                     | Brasilien                                              | Nicht nominiert  |
| 1980                | Bye Bye Brasil                                             | Bye Bye Brasil                                          | Cacá Diegues                           | Brasilien, Frankreich, Argentinien                     | Nicht nominiert  |
| 1981                | Asphalt-Haie                                               | Pixote, a Lei do Mais Fraco                             | Héctor Babenco                         | Brasilien                                              | Nicht zugelassen |
| 1985                | Das Gespenst aus Bahia                                     | Memórias do Cárcere                                     | Nelson Pereira dos Santos              | Brasilien                                              | Nicht nominiert  |
| 1986                | Sternstunde                                                | A Hora da Estrela                                       | Suzana Amaral                          | Brasilien                                              | Nicht nominiert  |
| 1988                | The Story of Fausta                                        | Romance da Empregada                                    | Bruno Barreto                          | Brasilien                                              | Nicht nominiert  |
| 1989                | Um Trem para as Estrelas                                   | Um Trem para as Estrelas                                | Cacá Diegues                           | Brasilien, Frankreich                                  | Nicht nominiert  |
| 1990                | Aussicht auf bessere Tage                                  | Dias Melhores Virão                                     | Cacá Diegues                           | Brasilien                                              | Nicht nominiert  |
| 1991                | Exposure - Die hohe Kunst des Tötens                       | A Grande Arte                                           | Walter Salles                          | Brasilien                                              | Nicht nominiert  |
| 1996                | O Quatrilho                                                | O Quatrilho                                             | Fábio Barreto                          | Brasilien                                              | Nominiert        |
| 1997                | Tieta do Brazil                                            | Tieta do Agreste                                        | Cacá Diegues                           | Brasilien, Vereinigtes Königreich, Frankreich          | Nicht nominiert  |
| 1998                | Vier Tage im September                                     | O que é isso, companheiro?                              | Bruno Barreto                          | Brasilien, Vereinigte Staaten                          | Nominiert        |
| 1999                | Central Station                                            | Central do Brasil                                       | Walter Salles                          | Brasilien, Frankreich                                  | Nominiert        |
| 2000                | Orfeu                                                      | Orfeu                                                   | Cacá Diegues                           | Brasilien                                              | Nicht nominiert  |
| 2001                | Ich Du Sie: Darlenes Männer                                | Eu, Tu, Eles                                            | Andrucha Waddington                    | Brasilien                                              | Nicht nominiert  |
| 2002                | Hinter der Sonne                                           | Abril Despedaçado                                       | Walter Salles                          | Brasilien, Frankreich, Schweiz                         | Nicht nominiert  |
| 2003                | City of God                                                | Cidade de Deus                                          | Fernando Meirelles                     | Brasilien, Frankreich, Deutschland                     | Nicht nominiert  |
| 2004                | Carandiru                                                  | Carandiru                                               | Héctor Babenco                         | Brasilien, Argentinien, Italien                        | Nicht nominiert  |
| 2005                | Olga                                                       | Olga                                                    | Jayme Monjardim                        | Brasilien                                              | Nicht nominiert  |
| 2006                | Zwei Söhne von Francisco                                   | Dois Filhos de Francisco                                | Breno Silveira                         | Brasilien                                              | Nicht nominiert  |
| 2007                | Kino, Aspirin und Geier                                    | Cinema, Aspirinas e Urubus                              | Marcelo Gomes                          | Brasilien                                              | Nicht nominiert  |
| 2008                | Das Jahr, als meine Eltern im Urlaub waren                 | O Ano em que Meus Pais Saíram de Férias                 | Cao Hamburger                          | Brasilien                                              | Shortlist        |
| 2009                | Last Stop 174 – Endstation Hoffnung (auch: Endstation 174) | Última Parada 174                                       | Bruno Barreto                          | Brasilien, Frankreich                                  | Nicht nominiert  |
| 2010                | Salve Geral                                                | Salve Geral                                             | Sérgio Rezende                         | Brasilien                                              | Nicht nominiert  |
| 2011                | Lula, der Sohn Brasiliens                                  | Lula, o filho do Brasil                                 | Fábio Barreto                          | Brasilien, Argentinien                                 | Nicht nominiert  |
| 2012                | Elite Squad – Im Sumpf der Korruption                      | Tropa de Elite 2                                        | José Padilha                           | Brasilien                                              | Nicht nominiert  |
| 2013                | O Palhaco – Der Clown                                      | O Palhaço                                               | Selton Mello                           | Brasilien                                              | Nicht nominiert  |
| 2014                | O Som ao Redor                                             | O Som ao Redor                                          | Kleber Mendonça Filho                  | Brasilien                                              | Nicht nominiert  |
| 2015                | Heute gehe ich allein nach Hause                           | Hoje eu quero voltar sozinho                            | Daniel Ribeiro                         | Brasilien                                              | Nicht nominiert  |
| 2016                | Der Sommer mit Mamã                                        | Que horas ela volta?                                    | Anna Muylaert                          | Brasilien                                              | Nicht nominiert  |
| 2017                | Pequeno segredo                                            | Pequeno segredo                                         | David Schurmann                        | Brasilien, Neuseeland                                  | Nicht nominiert  |
| 2018                | Bingo: The King of the Mornings                            | Bingo: O Rei das Manhãs                                 | Daniel Rezende                         | Brasilien                                              | Nicht nominiert  |
| 2019                | The Great Mystical Circus                                  | O Grande Circo Místico                                  | Cacá Diegues                           | Brasilien, Portugal, Frankreich                        | Nicht nominiert  |
| 2020                | Die Sehnsucht der Schwestern Gusmão                        | A vida invisível (de Eurídice Gusmão)                   | Karim Aïnouz                           | Brasilien, Deutschland                                 | Nicht nominiert  |
| 2021                | Babenco Tell Me When I Die                                 | Babenco - Alguém Tem que Ouvir o Coração e Dizer: Parou | Bárbara Paz                            | Brasilien                                              | Nicht nominiert  |
| 2022                | My Private Desert                                          | Deserto Particular                                      | Aly Muritiba                           | Brasilien, Portugal                                    | Nicht nominiert  |
| 2023                | Mars One                                                   | Marte Um                                                | Gabriel Martins                        | Brasilien                                              | Nicht nominiert  |
| 2024                | Pictures of Ghosts                                         | Retratos Fantasmas                                      | Kleber Mendonça Filho                  | Brasilien                                              | Nicht nominiert  |
| 2025                | Für immer hier                                             | Ainda estou aqui / I’m Still Here                       | Walter Salles                          | Brasilien, Frankreich                                  | Gewonnen         |